# École du Bengale

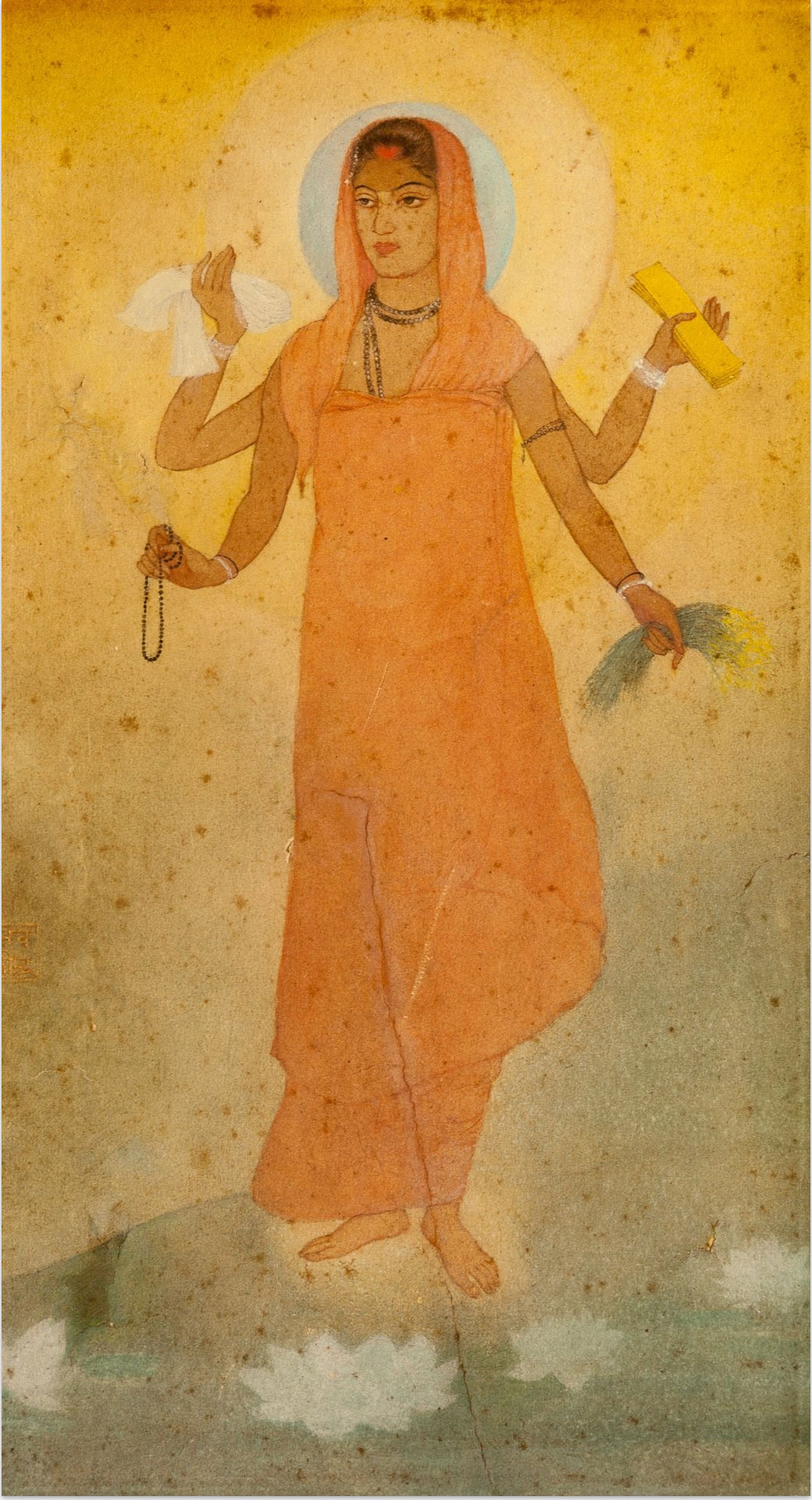
Bharat Mata par Abanîndranâth Tagore (1871-1951), neveu du poète Rabîndranâth Tagore et pionnier du mouvement.

L’école du Bengale est un mouvement artistique qui s'est épanoui dans la région du Bengale en Inde pendant le Raj britannique au début du XXe siècle. Elle était associée au nationalisme indien, mais a aussi été soutenue par de nombreux administrateurs britanniques d'arts. Elle a conduit au développement de la peinture indienne moderne (en),,.
L'école du Bengale était au départ un mouvement nationaliste et d'avant-garde réagissant contre les mouvements artistiques et la peinture académique qui prédominaient en Inde, avec des artistes comme Ravi Varmâ. Avec l'influence grandissante des idées spirituelles indiennes à l'ouest, le professeur d'art britannique Ernest Binfield Havell a essayé de réformer les méthodes d'enseignement dans l'école d'art de Calcutta en encourageant des étudiants à imiter, voire simplement copier, des miniatures mogholes. Cela déclencha une immense polémique, les étudiants se mirent en grève et la presse locale se fit l'écho de leurs plaintes mais aussi de celles des nationalistes qui considérait cet enseignement comme un mouvement rétrograde. 
Malgré tout, Havel a été soutenu par l'artiste Abanîndranâth Tagore, un neveu du poète Rabîndranâth Tagore. Tagore a peint un certain nombre d'œuvres influencées par l'art moghol, un style que lui et Havel décrivaient comme expressif des qualités spirituelles de l'Inde, par opposition au « matérialisme » de l'ouest. La peinture la plus connue de Tagore, Bharat Mata (mère Inde), représente une jeune femme avec quatre bras à la manière des déesses hindoues.Le nom de cette peinture était à l'origine « Bangamata (mère Banga) » qui a été changé en « Bharatmata » en 1905. 
L'influence de l'école du Bengale en Inde a diminué avec la diffusion des idées modernistes dans les années 1920.